# 도스 메모리 관리

IBM PC 계열의 물리 메모리 영역

IBM PC 호환기종에서 도스 메모리 관리는 640키비바이트(640*1024바이트, KiB) 이상의 기본 메모리의 접근을 애플리케이션에 부여하기 위해 이용된 소프트웨어 및 기법들을 아우른다. 640 KiB 제한은 IBM PC 및 호환에 국한된다. MS-DOS를 실행하는 다른 머신들은 각기 다른 제한이 있는데, 예를 들어 애프리컷 PC는 최대 768 KiB의 제한이 있으며 시리어스 시스템스 테크놀로지의 빅터 9000의 경우 896 KiB의 제한이 있다. IBM 계열의 메모리 관리는 컴퓨터 사용자들은 저비용의 대량의 메모리와 신세대 프로세서의 장점을 동시에 가져감과 동시에 오리지널 PC 디자인과 리얼 모드 도스와의 하위 호환성을 유지할 필요가 있어 복잡해졌다. 도스 이후로 마이크로소프트 윈도우와 기타 32비트 운영 체제는 IBM PC의 오리지널 640 KiB 제약을 받지 않게 되면서 개인용 컴퓨터의 메모리 관리는 더 이상 사용자가 수동으로 내부 설정과 시스템의 파라미터를 조작할 필요가 없게 되었다.
640 KiB 제한은 이를 우회하기 위해 고안된 하드웨어와 소프트웨어의 복잡성을 크게 증대시켰다. 머신의 물리 메모리는 기본 메모리(하위 메모리 포함), 상위 메모리, 고위 메모리(상위 메모리와 다름), 중첩 확장 메모리, 연속 확장 메모리의 조합으로 정리가 가능했으며 이 모두 각기 다른 방법으로 관리된다.

## 같이 보기
- EMM386
- VCPI
- DPMI